# Dvandva
Dvandva oder Dwandwa (द्वंद्व dvandva „Paar“) ist ein Begriff aus der Sanskrit-Grammatik, der einen bestimmten Typ von Komposita bezeichnet. In linguistischer Terminologie ist ein Dvandva ein kopulatives bzw. koordinatives Kompositum. Das Dvandva bezeichnet eine Aufzählung von Einzelgliedern. Im Deutschen entspricht dem eine Aneinanderreihung mit „und“. In der Regel entspricht das Genus des Dvandva-Kompositums dem letzten Glied, der Numerus der Summe der Glieder (also Dual bei zwei, Plural bei drei oder mehr Gliedern). Beispiele:
- आचार्यशिष्यौ ācārya-śiṣyau (Dual): wörtl. „Lehrer-Schüler“ = „Lehrer und Schüler“
- हरिहरौ hari-harau (Dual): wörtl. „Hari-Haras“ = „Hari und Hara“ (Vishnu und Shiva)
- देवमनुष्याः deva-manuṣyāḥ (Plural): wörtl. „Gott-Menschen“ = „Götter und Menschen“ (Plural)
- नराश्वरथदन्तिनः nar-āśva-ratha-dantinaḥ (Plural): wörtl. „Mann-Pferd-Streitwagen-Elefanten“ = „Männer, Pferde, Streitwagen und Elefanten“ (Plural)

Verwandtschaftsnomina auf -ṛ unterliegen einer Sonderregel: Werden zwei Verwandtschaftsnomina verbunden, steht das erste Glied nicht wie üblich in der Stammform, sondern im Nominativ:
- मातापितरौ mātā-pitarau: wörtl. „Mutter-Väter“ = „Mutter und Vater“ (Dual)

Seltener drückt ein Dvandva eine kollektive Einheit aus. In diesem Fall erscheint es als Neutrum Singular. Beispiel:
- सुखदुःखम् sukha-duḥkham: wörtl. „Glück-Unglück“ = „Glück und Unglück“

Im Deutschen haben die Dvandvas keine direkte Entsprechung, in linguistischen Lexika (Bußmann, Metzler) werden sie jedoch häufig als Kopulativkomposita bezeichnet (Beispiele: süßsauer, Baden-Württemberg, schwarzrotgold). In der indischen Tradition steht das Dvandva in besonderem Ansehen; Krishna sagt in Vers 10.33 der Bhagavadgita „Unter den Schriftzeichen bin ich das A, unter den Komposita das Dvandva“.